# Contes de la bécasse
Contes de la bécasse est un recueil de nouvelles de Guy de Maupassant, publié en 1883. 
La toute première nouvelle du recueil, La Bécasse, sert de préambule, de récit-cadre, au recueil.  Durant la période de la chasse à la bécasse, le vieux baron des Ravots, amateur de chasse et d'histoires, organise des dîners au cours desquels la cérémonie du « conte de la bécasse » désigne celui qui aura le privilège de manger toutes les têtes de bécasse ; l'heureux élu doit ensuite conter une histoire pour « indemniser les déshérités ».  
Les nouvelles suivantes sont censées être quelques-unes de ces histoires.  
Cette structure rappelle celle du Décaméron de Boccace.

## Historique
Le 20 mars 1883, Guy de Maupassant signe avec son éditeur un contrat de neuf années garantissant un premier tirage de deux mille exemplaires, l'auteur touchera 50 centimes par exemplaire jusqu'à hauteur de trois mille exemplaire puis un franc pour les suivants.
Le recueil n'atteignant pas trois cents pages, Guy de Maupassant rajoute les nouvelles Saint-Antoine et L'Aventure de Walter Schnaffs.
En février 1884, Guy de Maupassant perçoit deux mille cinq cents francs, soit une vente de quatre mille exemplaires.

## Nouvelles
Le recueil est composé des dix-sept nouvelles suivantes :
- La Bécasse (1882)
- Ce cochon de Morin (1882)
- La Folle (1882)
- Pierrot (1882)
- Menuet (1882)
- La Peur (1882)
- Farce normande (1882)
- Les Sabots (1883)
- La Rempailleuse (1882)
- En mer (1883)
- Un Normand (1882)
- Le Testament (1882)
- Aux champs (1882)
- Un coq chanta (1882)
- Un fils (1882)
- Saint-Antoine (1883)
- L'Aventure de Walter Schnaffs (1883)

## Publications
- Contes de la bécasse, première édition illustrée par Lucien Barbut, gravures sur bois par Georges Lemoine, éd. Paul Ollendorff, 1901.
- Maupassant, contes et nouvelles, texte établi et annoté par Louis Forestier, Bibliothèque de la Pléiade, éditions Gallimard, 1974  (ISBN 978-2-07-010805-3).